# International Flavors & Fragrances
International Flavors & Fragrances (IFF)  é uma empresa norte-americana que produz sabores, fragrâncias e ativos para cosméticos, comercializados globalmente. Está sediada em Nova Iorque e possui instalações criativas, de vendas e de fabricação em 35 países diferentes. A empresa é membro do S&P 500.

## No Brasil
A IFF possui um Centro Criativo na cidade de Santana de Parnaíba, inaugurado em 2009 e uma fábrica de aromas, em Taubaté, São Paulo. Centro Criativo é um laboratório que possibilita o desenvolvimento de aromas e fragrâncias de forma colaborativa entre os especialistas da multinacional e os representantes dos clientes.